# Gulella amboniensis
Gulella amboniensis é uma espécie de gastrópode da família Streptaxidae.
É endémica de Tanzânia.
Os seus habitats naturais são: florestas secas tropicais ou subtropicais.
Está ameaçada por perda de habitat.